# Azucena Maizani
Azucena Maizani (Buenos Aires, 17 de novembro de 1902 - Buenos Aires 15 de janeiro de 1970) foi uma cantora e compositora argentina.
Uma das primeiras cantoras do tango. Dona de uma voz forte que chegou a impressionar Carlos Gardel, que se tornou seu amigo e gravou em 1933 La canción de Buenos Aires, um de seus maiores êxitos como compositora.
Estreou como profissional em 1923, e no mesmo ano grava o tango Padre nuetro de Enrique Delfino e Alberto Vacarezza. A partir desse momento se torna uma das maiores cancionistas da Argentina. Se apresenta em Portugal e na Espanha entre 1931 e 1932 com um retumbante sucesso. Em 1938 se apresenta para a colônia hispânica nos Estados Unidos.
Teve uma vida amorosa atribulada, o que lhe rendeu um declínio considerável na sua carreira, passando quase que ao total esquecimento a partir dos anos 40, além do mais o seu estilo de cantar não agradava a mais ao novo público do tango que se modificava. Gravou 270 fonogramas entre em 1923 e 1942. Foi conhecida como La ñata Gaucha ou como Azabache. Morreu pobre e esquecida.